# Јасење (Угљевик)
Јасење је насељено мјесто у општини Угљевик, Република Српска, БиХ. Према попису становништва из 2013. насеље више нема становника.
Налази се на граници два ентитета. Село је страдало за време рата од обе зараћене стране. Пре рата је живело већинско ромско становништво. Проблем због кога се нико од становника није вратио је зато што село још није деминирано.

## Становништво
Према попису из 1991. године, Јасење има сљедећи етнички састав становништва:
| Националност | 1991.        |
| Роми         | 374 (93,27%) |
| Муслимани    | 18 (4,489%)  |
| Југословени  | 8 (1,995%)   |
| Срби         | 1 (0,249%)   |
| Укупно       | 401          |

| Демографија | Демографија | Демографија |
| Година      | Становника  | Становника  |
| ----------- | ----------- | ----------- |
| 1991.       | 401         |             |
| 2013.       | 0           |             |